# Església dels Sants Apòstols
L'Església dels Sants Apòstols (grec: Ἅγιοι Ἀπόστολοι; Aii Apóstoli), dita igualment Poliàndrion (cementiri imperial) o Miriàndrion, fou una església romana d'Orient de Constantinoble. Fou acabada a la dècada del 350 per Constanci II, fill de Constantí I el Gran, a partir d'un mausoleu construït per Constanci I.
A la primera meitat del segle vi, fou reconstruïda i ampliada durant el regne de Justinià I i era la segona església de Constantinoble tant en mida com en importància, després de la basílica de Santa Sofia. També era la necròpoli principal dels emperadors romans d'Orient. Juntament amb altres monuments, com la basílica del Sant Sepulcre, l'església dels Sants Apòstols era un dels edificis més importants de l'època i servia de model per a altres edificis dedicats als apòstols.
Després de la caiguda de Constantinoble el 1453, l'església fou uns anys la seu del patriarca de Constantinoble. El 1456 l'abandonà per l'església de la Mare de Déu Benauradíssima. El 1461, l'edifici es trobava en molt mal estat i fou enderrocat pels otomans per bastir-hi la mesquita del Conqueridor.
L'edifici original de la basílica de Sant Marc (Venècia), bastit al segon quart del segle ix, seguia el model de l'església dels Sants Apòstols, que amb les degudes adaptacions es mantingué en el segon i es conserva en el tercer i actual.